# Nils-Bertil Nevrup
Nils-Bertil Nevrup, född den 29 november 1926, är en svensk friidrottare. Han tävlade för Malmö AI och vann SM-guld i höjdhopp år 1951 med 1,90 meter. Hans personbästa är 1,98 meter.
I början av 2011 slog Nevrup nordiskt rekord i höjdhopp i klassen M 85 (veteraner som är minst 85 år gamla). Han gjorde det med höjden 1,18 meter. Han dog den 27 december 2021 vid åldern 95.